# RevierSport
RevierSport war eine Sportzeitschrift der Funke Mediengruppe mit Sitz in Essen. Die Printausgabe wurde im Juli 2023 eingestellt. Die letzte gedruckte Ausgabe erschien am 17. Juli 2023. Als Alternative wurde das Online-Angebot ausgebaut.

## Geschichte
Die Zeitschrift erschien seit 1987 zweimal wöchentlich mit den Ausgaben RevierSport am Montag und RevierSport am Donnerstag. Schwerpunkt der Berichterstattung war der Fußball im Ruhrgebiet von den Bundesligavereinen bis hin zu den Vereinen der Amateurligen.
Zweimal jährlich jeweils zu Beginn der Hin- und Rückrunde erschien das Magazin RevierSportExtra. Nach Einstellung der Print-Ausgabe soll künftig viermal im Jahr eine Premium-Ausgabe unter dem Titel Fußball im Revier erscheinen.
Reviersport wurde seit Gründung durch die PROKOM Medienberatungs- und Verlagsgesellschaft mbH verlegt, die 2012 von der Funke Mediengruppe übernommen wurde.
Seit Oktober 2006 hat RevierSport eine eigenständige Onlineredaktion. Die Webseite des Fachmagazins wird seitdem von der RevierSport online GmbH herausgegeben. Vorausgegangen war eine Fusion mit dem regionalen Fußballportal revierkick.de. Im August 2009 gab es den ersten Relaunch der Seite.
Ludger Claßen war von 1991 bis 1997 Geschäftsführer der Fachzeitschrift.

## Presseratsrügen
2007 rügte der Deutsche Presserat die Zeitung wegen Verstoßes gegen den Pressekodex. Sie hatte nach Feststellung des Presserats die Privatsphäre einer Frau verletzt, indem sie deren Namen, Beruf und Arbeitgeber genannt hatte. Gegen die Frau war ein Zivilprozess wegen Stalkings geführt worden.